# РетрОпатија
РетроОпатија је традиционални музички догађај који се од 2014. сваке године одржава у Опатији. Овај фестивал представља музичке стилове и естетику 20. века. Традиционално се одржава четири дана крајем јуна, на различитим локацијама у граду. На манифестацији Дани хрватског туризма у Шибенику 2022. РетрОпатија ја проглашена догађајем године.

## О фестивалу
РетрОпатија је први пут одржана 2014. године, у оквиру програма Опатија – Царски град, којом је обележено 170 година туризма у Опатији.
Програм РетрОпатије је својеврсни „музички времеплов” који обухвата разноврсне музичке стилове који су били популарни током 20. века, од свинга и рокабилија до рока, џез импровизација и електричних диско ритмова. Фестивал се традиционално одржава током четири дана крајем јуна месеца, на различитим локацијама у граду, од Летње позорнице као средишта манифестације, до опатијске луке, шеталишта Слатина, парка Ангиолина и Виле Ангиолина.

## Учесници
Фестивал окупља широк спектар учесника: музичаре, плесаче, жонглере, уличне извођаче и друге.

## Пратећи програм
Музички програм прате различити други догађаји. Визуелној атрактивности манифестације доприноси изложба старих модела мотоцикала марке Веспа и Томос и различитих олдтајмера. Током фестивала „ретро” атмосфера се протеже и на опатијске музејске просторе, на којима се традиционално организују посебне изложбе. „Ретро” атмосферу прати и гастрономска понуда, па локални угоститељи и хотелијери припремају меније инспирисане прошлим деценијама, уз вина, коктеле и десерте.